# Give Us This Night
Give Us This Night és una pel·lícula musical estatunidenca de 1936 dirigida per Alexander Hall. Fou una de les cinc pel·lícules produïdes per Paramount Pictures amb Gladys Swarthout, una mezzosoprano molt popular del Metropolitan Opera. L'estudi intentava aprofitar la popularitat de Grace Moore, una altra cantant d'òpera, que també havia ampliat el seu talent al cinema.

## Argument
Després de ser introduït en el món de l'òpera, el pescador Antonio Belizza s'enamora de Lucille Sutton el tutor de la qual, Marcello Bonelli, és un destacat compositor. Es van conèixer quan el pescador va esquivar la policia buscant refugi a l'església del poble. Mentre són allà, cadascú queda captivat escoltant l'altre cantant la missa. La bella dona s'enamora del pescador amb la seva veu meravellosa.

## Repartiment
- Jan Kiepura com Antonio Belizza
- Gladys Swarthout com Lucille Sutton
- Philip Merivale com Marcello Bonelli
- Benny Baker com Tomasso
- Alan Mowbray com Forcellini

## Producció
Les escenes de la pel·lícula es van rodar a Three Arch Bay, prop de South Laguna a Califòrnia.